# Карпов, Пётр Фёдорович
Пётр Федорович Ка́рпов (1912—1979) — старший зоотехник ордена Ленина конного завода № 158 имени С. М. Буденного, Ростовская область.

## Биография
Родился 9 (22) февраля 1912 года в Новозыбкове (ныне Брянская область). Воспитывался в детском доме.
Трудовую деятельность начал в 1927 году в Сальской зоотехнической опытной станции, работал зоотехником в совхозах Ростовской области, главным зоотехником конезавода № 158 имени С. М. Буденного.
Участник Великой Отечественной войны, после демобилизации вновь возвратился на работу в своё хозяйство.
В 1948 году при его участии получено от 4103 голов тонкорунных овец по 6,8 кг шерсти на овцематку и 128 ягнят при отбивке на каждые 100 маток.
При непосредственном участии П. Ф. Карпова в первой послевоенной пятилетке на конезаводе была выведена новая порода тонкорунных овец — Сальский меринос, которая вошла в золотой фонд Российского овцеводства. В 1951 году группа работников конезавода, среди которых был П. Ф. Карпов, за выведение новой «сальской» породы тонкорунных овец была удостоена Сталинской премии
С 1968 года работал старшим зоотехником ростовского треста «Овцепром», внес большой вклад в воспитание и обучение животноводов Ростовской области.
Жил в Ростов-на-Дону.
Скончался 5 октября 1979 года. Похоронен на Северном кладбище.

## Награды и премии
- Герой Социалистического Труда (26 мая 1949 года)
- заслуженный зоотехник РСФСР
- Сталинская премия третьей степени (1951) — за выведение новой породы тонкорунных овец «Сальская».
- два ордена Ленина (1949; 1951)
- орден «Знак Почёта»
- медали